# Ostende (Argentina)
Ostende es un balneario turístico de la costa atlántica argentina perteneciente al Partido de Pinamar, siendo la localidad más antigua del mismo. Limita al norte con Pinamar, al noreste con Mar de Ostende, al sur con Valeria del Mar, al este con el Mar Argentino y al oeste con Gral. Madariaga. Su paisaje se caracteriza por amplias playas y grandes dunas repletas de frondosos tamariscos.

## Breve historia

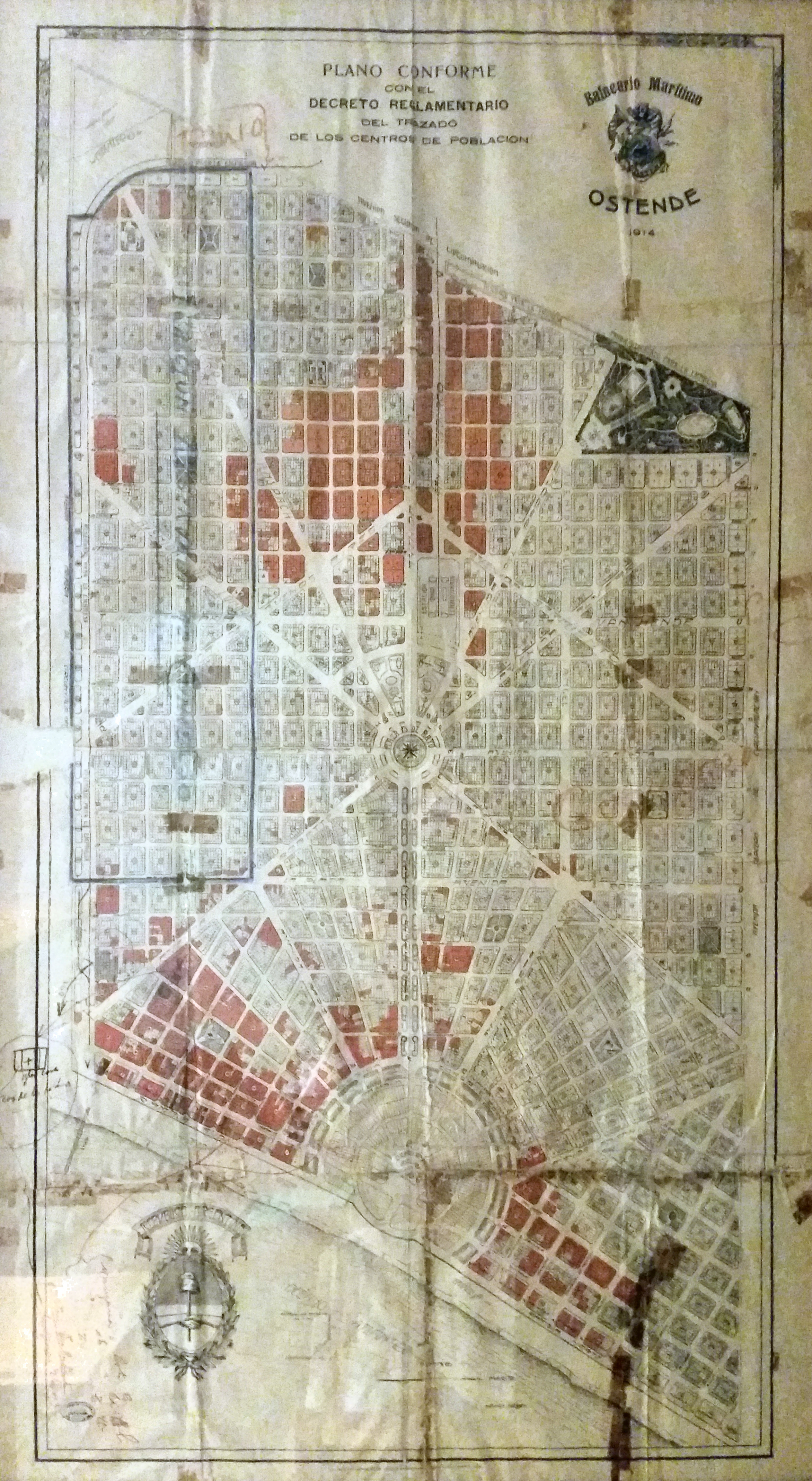
Plano de Ostende según proyectado por sus fundadores en 1914

Ostende nació como un proyecto del belga Fernando Robette y el italiano Agustín Poli quienes llegaron en 1908 con el plan de hacer una ciudad gemela a la Ostende de Bélgica.
Le compraron la zona dunícola de los campos del terrateniente Manuel Guerrero con un proyecto urbanístico-turístico diseñado por los arquitectos franceses Chapeaurouge y Auguste Hughier y los ingenieros Weber y Luis Manuel Gilardon. El mismo que contemplaba avenidas, diagonales, reservas para edificios públicos, estación de tren, cementerio, corralón municipal y una avenida central de más de 50 m de ancho. 
En 1912 comenzó a construirse la “Rambla sur”. La empresa “Hotel Termas Ostende” construyó en 1913 un hotel que lleva el mismo nombre, inaugurándolo el 13 de diciembre de ese año. El mismo consta de casi ochenta habitaciones. Este sigue en pie hasta hoy, conocido como “Viejo Hotel Ostende”.
Entre 1913 y 1917 se construyó una iglesia donada por Domingo Repetto (Cavi di Lavagna, Génova, 4 de junio de 1859-Buenos Aires, 10 de abril de 1925), dedicada a Nuestra Señora de la Medalla Milagrosa, siendo la primera del actual municipio de Pinamar. A un costado se encontraba una casa de veraneo para la familia Repetto, y al otro, la casa de los sacerdotes. Luego del fallecimiento de Domingo en 1925, esta cayó en el abandono, los saqueos, para luego ser demolida por los médanos. Actualmente, sus descendientes están construyendo una recreación arquitectónica de la antigua capilla, gracias a fotografías postales y de veraneantes de aquellos años.
Durante estos años los belgas volvieron a Europa, posiblemente a causa de la guerra y nunca regresaron.
Luego de varios intentos de forestación fracasados, la arena sepultó varias construcciones, entre ellas la rambla, evidenciando el fracaso en el proyecto de fijación de las dunas.
En 1943 Pinamar se inauguró como ciudad balnearia y al año siguiente el Poder Ejecutivo de la Provincia de Buenos Aires aprobó el plan de urbanización de Jorge Bunge, quien tuvo gran éxito con el forestamiento de la zona para fijar las dunas: la iniciativa de Bunge fue basada en previos estudios agrónomos realizados por el ingeniero hidráulico belga Paul-Vincent Levieux y el paisajista Jean-Claude Nicolas Forestier. 
El 23 de mayo de 1983 se creó el Partido de Pinamar anexando a su jurisdicción Ostende entre otras localidades.

## Sociedad
Su población estable está compuesta en gran parte por trabajadores ligados a la construcción y los servicios a los turistas de las localidades vecinas de Pinamar y Cariló.

## Turismo
Sus playas con sus dunas originales están cubiertas por tamariscos, lo que las diferencian de las del centro y norte del partido de Pinamar. Fue inaugurado oficialmente el 6 de abril de 1913, resultado de un proyecto de los belgas Fernando Robette y Agustín Poli, quienes en 1908 pretendían una ciudad similar a la de Ostende en Bélgica. Compraron una zona de los terrenos de Manuel Guerrero con el objetivo de que este lugar se convirtiera en un centro turístico. 
El perfil turístico de Ostende, al igual que el de su vecina localidad de Valeria del Mar, es de un marcado predominio familiar, ya que ninguno de estos dos destinos cuentan con la agitada vida nocturna que atrae a los grupos de personas jóvenes.
Dada su particular cercanía con la bulliciosa y comercial localidad de Pinamar, Ostende casi ha tomado un carácter de "suburbio residencial", siendo elegido primordialmente por aquellos turistas que buscan tranquilidad, verde, y disfrutar de sus apacibles playas, pero a la vez aprovechar la comodidad de estar a pocas cuadras de la amplia gama de productos y servicios del centro comercial pinamarense.
El pequeño centro comercial ofrece principalmente locales de abastecimiento como almacenes, supermercados, carnicerías, polirrubros, y algunos establecimientos de servicios como lavaderos, cibercafes, locutorios, etc.
La cercanía geográfica con el centro de Pinamar hacia el norte, y el de Valeria del Mar o incluso el de Cariló hacia el sur, hace innecesario el desarrollo propio de comercios de esparcimiento.
La oferta de hospedaje está conformada por algunos pocos hoteles, varias hosterías y aparts, sumado a una gran variedad de complejos de cabañas y propiedades particulares para alquiler temporario.
Pinamar, Ostende, Valeria del Mar y Carilo conforman un corredor conurbano también conocido como la "Costa Verde", apodo que posiblemente se deba a su frondosa forestación tanto en sus playas como en sus calles.
Al estar conurbanadas esas 4 localidades, permite acceder desde cualquiera de ellas a las otras tres vecinas sin necesidad de utilizar la interbalnearia ruta 11.
Este corredor verde es famoso, además, por el nivel socioeconómico medio/alto de sus turistas habituales.
Asimismo, dentro de este grupo de 4 localidades turísticas, Ostende es quizás la que atrae a un público más "sencillo".

### Lugares emblemáticos
- La casa de la Elenita: En la década del 30 el Dr. Arturo Frondizi conoció las playas de la localidad y decidió construir,[1] junto a su esposa Elena Faggionato, una casa de madera frente al mar. Ésta fue la primera vivienda de veraneo que tuvo la localidad y durante muchos años el expresidente pasó sus vacaciones, con su esposa, su hija Elenita y su familia.
En el año 1993, María Mercedes Faggionato, sobrina política de Frondizi, decidió reconstruir la casa,[1] ya que se encontraba en mal estado.

- La llamada “Rambla de los Belgas”, antigua Rambla Sur de Ostende, que mantiene hoy sus 40 metros originales, es testigo de los orígenes de estos balnearios. Quienes caminen por las playas de Ostende serán sorprendidos por un conjunto de piedras. Esa estructura es la vieja Rambla. En 1912 comenzó su construcción emplazada en el centro de este hemiciclo. Los pináculos de aquella obra oculta sobresalieron por muchos años, debido al avance de la arena. Entre 1992 y 1993 se realizaron trabajos para descubrirla y, por medio de una ordenanza, el Honorable Concejo Deliberante de Pinamar la declaró “Sitio Histórico Municipal” en 1995.

- “Viejo Hotel Ostende”: en el proyecto de los belgas Robette y Poli estaba prevista la construcción de un hotel de más de 80 habitaciones, el “Hotel Termas”, que luego se convertiría en el “Viejo Hotel Ostende”.[1]
 Este sitio también es conocido como el “hotel de los fantasmas”. Siempre fue frecuentado por escritores, quienes allí se inspiraron para escribir algunas de sus obras. Es el caso del escritor de “El principito”, Antoine de Saint-Exupéry, quien redactó sus primeros textos durante sus dos veraneos en Argentina. Se hospedó en la habitación 51, lugar que hoy está recreado tal como lo dejó él.[7] Además, las paredes del bar mantienen las copias de los bocetos de su obra. Asimismo, Adolfo Bioy Casares y Silvina Ocampo escribieron la novela policial “Los que aman, odian”, cuya trama transcurre en el hotel.[6] El viejo hotel Ostende fue también inspiración para composiciones musicales, siendo un ejemplo de esto Indio Solari que compuso Ostende Hotel canción número 13° del álbum El ruiseñor, el amor y la muerte sobre una historia de amor que trascurre en el viejo hotel. También es la locación principal de Ostende (2011), la ópera prima de la directora de cine Laura Citarella.

- Casa de Los Monjes Carmelitas: La orden de los padres carmelitas decidió destinarla al descanso y retiro espiritual. Con posterioridad, éstos desempeñaron la tarea de asistir espiritualmente a todos los habitantes del lugar que requirieran sus servicios. Tras varios años, la congregación dejó de considerarla como un lugar de descanso y prefirieron venderla.

- Casa de Fernando Robette: Este hombre construyó su casa en 1912 pero en 1914 regresó a Francia y abandonó la propiedad.

- Camping Ostende: El más antiguo de la zona. Fundado en 1964 por Erika Ruth Rodger, Jose Francisco Juan Carlos Bregante y 6 de sus 7 hijos. Un amplio predio con generosas parcelas, cubiertas por la sombra de su gran arboleda plantada por los fundadores.

- Albergue de la Juventud: Comenzó su construcción en 1928 bajo la dirección del arquitecto Huguier. Formaba parte de un fabuloso proyecto de urbanización del que solo se construyó la onceava parte. Es de estilo ecléctico francés. Su primer destino fue el de Hotel, denominado “Atlantic Palace”. Fue vendido sucesivamente hasta que en la actualidad lo posee la Asociación Argentina de Albergues Juveniles.